# Farol de Galinhos
O Farol de Galinhos é um farol localizado na praia ao norte de Galinhos, no estado do Rio Grande do Norte, no Brasil. Foi construído em 1931.
Este farol é de propriedade da Marinha do Brasil e é administrado pelo Centro de Sinalização Náutica e Reparos Almirante Moraes Rego (CAMR) da Diretoria de Hidrografia e Navegação (DHN).[carece de fontes?]

## Histórico
A estrutura foi construída em 1931 para assegurar visibilidade da costa e proporcionar segurança à navegação, e é atualmente um dos principais pontos turísticos da região. É constituído por uma torre metálica cilíndrica de 13 metros de altura, com uma pequena lanterna na galeria. A estrutura se apoia em uma plataforma de concreto que fica submersa na maré alta, tornando o farol inacessível por terra. A construção é pintada de branco com uma faixa horizontal vermelha. Localiza-se 25 km a oeste de Caiçara do Norte.[carece de fontes?]
Ele emite, a uma altura focal de 14 metros, um feixe de luz branca a cada 10 segundos. Seu alcance é de cerca de 24 quilômetros (12 milhas náuticas).